# Palaeospinacidae
Paleospinacidae
Famille
Synonymes
- †Paleospinacidae

Genres de rang inférieur
- voir paragraphe #Liste des genres

Les Palaeospinacidae ou Paleospinacidae forment une  famille fossile de requin  préhistoriques de l'ordre également fossile des Synechodontiformes.
Les espèces des différents genres se retrouvent dans des terrains datant du Sakmarien du Cisouralien ou Permien inférieur au Lutétien de l'Éocène moyen, avec une répartition mondiale.

## Classification
La famille des Palaeospinacidae est décrite en 1906 par le paléontologue et ichtyologiste britannique Charles Tate Regan,.

### Synonymes
Cette famille a un synonyme †Paleospinacidae.

### Fossiles
Selon Paleobiology Database en 2023, le nombre de collections de fossiles référencées est de deux-cent-soixante-deux pour 317 occurrences.

## Liste des genres
Selon Paleobiology Database en 2023, le nombre de genres référencés dans cette famille des Palaeospinacidae est de six ou cinq (sans nomen dubium) :
- † Antrigoulia Guinot et al., 2014
- † Macrourogaleus Fowler, 1947
- † Nemacanthus Agassiz, 1836
- † Palaeospinax Egerton, 1872 considéré comme nomen dubium depuis 1993[2]
- † Palidiplospinax Klug and Kriwet, 2008
- † Synechodus Woodward, 1888[2]

Le genre Paraorthacodus Glickman, 1957 est classé dans la famille des Palaeospinacidae en 1993  mais est reclassé dans la famille des Paraorthacodontidae depuis 2013.

### Publication originale
- [1906] (en) Charles Tate Regan, A classification of the selachian fishes, 1906.